# Notothylas
Notothylas é um género de plantas da divisão Anthocerotophyta, família Notothyladaceae. Este género é encontrado um pouco por todo o globo, mas geralmente ignorado. São os membros menores de Anthocerotophyta, com um talo gametófito amarelo-verde que raramente excede um centímetro em diâmetro, sendo geralmente muito menor.

## Descrição
O género Notothylas é também fora do vulgar entre as Anthocerotophyta pelo seu esporófito em forma de bala de crescimento reduzido (menos de dois milímetros). Os esporófitos crescem para fora em vez de crescerem para cima, e como nas espécies de Megaceros, não existem estomas na superfície do esporófito. As células do elatério não desenvolvem espessamentos helicoidais.
Vários sistemas de classificação colocam Notothylas na sua própria ordem Notothyladales. Tal baseia-se na assunção de que as características físicas únicas deste género refletem uma divergência antiga dos restantes membros de Anthocerotophyta. Porém, esta assunção não foi ainda testada ou apoiada quer por análise filogenética ou por evidências fósseis. Assim, Notothylas é usualmente colocado nas Anthocerotales.

## Espécies
- Notothylas anaporata
- Notothylas breutellii
- Notothylas chaudhurii
- Notothylas dissecta
- Notothylas flabellata
- Notothylas himalayensis
- Notothylas indica
- Notothylas japonicus
- Notothylas javanicus
- Notothylas khasiana
- Notothylas levieri
- Notothylas orbicularis
- Notothylas pandei
- Notothylas pfleidereri